# Deguciszki II (wieś)
Deguciszki II – dawna wieś. Tereny, na których była położona, leżą obecnie na Litwie, w okręgu uciańskim, w rejonie ignalińskim, w gminie Daugieliszki Nowe.
Nazwę Deguciszki II przejęła wieś Deguciszki III.

## Historia
W czasach zaborów wieś rządowa w gminie Daugieliszki, w powiecie święciańskim, w guberni wileńskiej Imperium Rosyjskiego. W 1866 liczyła 28 mieszkańców w 4 domach. W 1905 roku liczyła 43 mieszkańców, 86 dziesięcin.
W dwudziestoleciu międzywojennym futor leżał w Polsce, w województwie wileńskim, w powiecie święciańskim, w gminie Daugieliszki.
W 1931 w 9 domach zamieszkiwały 44 osoby.
Miejscowość należała do parafii rzymskokatolickiej w Daugieliszkach i prawosławnej w Michałowie. Podlegała pod Sąd Grodzki w Święcianach i Okręgowy w Wilnie; właściwy urząd pocztowy mieścił się w Daugieliszkach.